# Енсдорф (Сар)
Енсдорф (њем. Ensdorf) општина је у њемачкој савезној држави Сарланд. Једно је од 13 општинских средишта округа Сарлуис. Према процјени из 2010. у општини је живјело 6.644 становника. Посједује регионалну шифру (AGS) 10044123.

## Географски и демографски подаци
Енсдорф се налази у савезној држави Сарланд у округу Сарлуис. Општина се налази на надморској висини од 193–329 метара. Површина општине износи 8,4 km². У самом мјесту је, према процјени из 2010. године, живјело 6.644 становника. Просјечна густина становништва износи 792 становника/km².

## Међународна сарадња
| Мјесто | Држава    | Врста сарадње | Од    |
| ------ | --------- | ------------- | ----- |
|        | Француска | партнерство   | 1987. |
| Извор  |           |               |       |